# Koh-e Khwajah Muhammad
 (mars 2017).
Si vous disposez d'ouvrages ou d'articles de référence ou si vous connaissez des sites web de qualité traitant du thème abordé ici, merci de compléter l'article en donnant les références utiles à sa vérifiabilité et en les liant à la section « Notes et références ».
Kōh-e Khwājah Muḩammad est un sommet d'Afghanistan situé dans la province de Wardak, dans la partie centrale du pays, à 150 km à l'ouest de Kaboul, la capitale, et faisant partie de l'Hindou Kouch. Il culmine à 4 260 mètres d'altitude.

## Toponymie
Le nom du sommet rend hommage aux Khwājah Muḩammad, une tribu d'Afghanistan appartenant à l'ethnie Hazara, dont l'un des plus illustres représentants fut Muhammad, qui fut chef de l'armée de Babur, fondateur de l'Empire moghol. Il existe dans le pays plusieurs sommets homonymes auxquels s'ajoute même une chaîne de montagne, dans le Nord-Est du pays, dans la province de Badakhchan.

## Géographie
Les terrains des environs de Kōh-e Khwājah Muḩammad sont essentiellement ceux correspondant à la basse montagne. Kōh-e Khwājah Muḩammad forme un des points les plus élevés de la région. Les alentours de la montagne sont peu peuplés, avec 40 habitants par km2.
Les environs de Kōh-e Khwājah Muḩammad sont essentiellement constitués de prairies. Dans cette région règne un climat aride froid. La température annuelle moyenne y est en effet de 5 °C. Le mois le plus chaud est juillet alors que la température moyenne est de 22 °C, et le plus froid est janvier, avec −16 °C. La pluviométrie moyenne annuelle est de 412 millimètres. Le mois le plus pluvieux est mars, avec une moyenne de 104 mm de précipitations, et le plus sec est juillet, avec seulement 2 mm de précipitations.